# Raša (Kroatië)

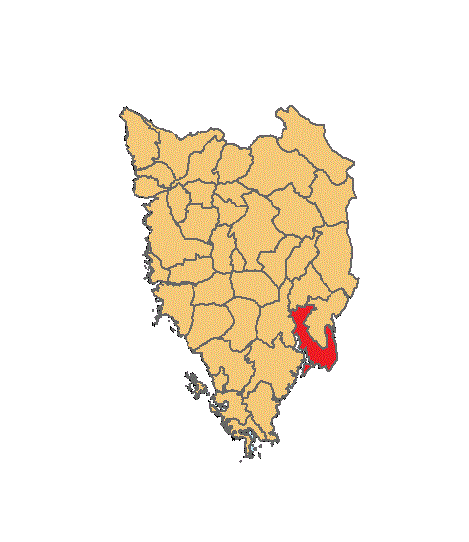
Locatie in Istrië

Raša (Italiaans: Arsia; Čakavisch: Aršija) is een gemeente in de Kroatische provincie Istrië.
Raša telt 3535 inwoners (2001). De oppervlakte bedraagt 80 km², de bevolkingsdichtheid is 44,2 inwoners per km².

## Plaatsen in de gemeente
Barbići, Brgod, Brovinje, Crni, Diminići, Drenje, Koromačno, Krapan, Kunj, Letajac, Most-Raša, Polje, Raša, Ravni, Skitača, Stanišovi, Sveta Marina, Sveti Bartul, Škvaranska, Topid, Trget, Trgetari en Viškovići.
Steden (gradovi): Pazin · Buje · Buzet · Labin · Novigrad · Poreč · Pula · Rovinj · Umag · Vodnjan

Gemeenten (općine): Bale · Barban · Brtonigla · Cerovlje · Fažana · Funtana · Gračišće · Grožnjan · Kanfanar · Karojba · Kaštelir-Labinci · Kršan · Lanišće · Ližnjan · Lupoglav · Marčana · Medulin · Motovun · Oprtalj · Pićan · Raša · Sveti Lovreč · Sveta Nedelja · Sveti Petar u Šumi · Svetvinčenat · Tar-Vabriga · Tinjan · Višnjan · Vižinada · Vrsar · Žminj